# 佐賀元明
佐賀 元明（さが もとあき）は、日本の元検察官。
大阪地方検察庁特別捜査部副部長、神戸地方検察庁特別刑事部長等を歴任していたが、大阪地検特捜部主任検事証拠改ざん事件において、大阪地検特捜部当時の上司であった元部長・大坪弘道及び部下であった元検事・前田恒彦とともに逮捕・起訴され、1審、2審ともに有罪判決を言い渡された。また、法務大臣からは懲戒免職の処分を受けた。

## 経歴

### 検事として
専修大学卒業後、1986年、旧司法試験に合格し、司法修習を経て、1989年に検事任官。同期には、元東京地検検事・落合洋司等がいた。検事任官後も、母校専修大学の後輩の司法試験勉強のため、辰巳法律研究所の指導を斡旋していた。
奈良県立医科大学の医師派遣をめぐる汚職事件で贈収賄罪で教授らが有罪となった裁判で、主任検事を務め、検察での名を高めた。その時の部下に前田恒彦もいた。
2004年から2007年まで、最高裁判所司法研修所教官と法務省新司法試験考査委員（刑事訴訟法）とを併任した。
2007年から大阪地検岸和田支部長を務めていたが、名古屋地検特捜部長に転出した田中素子の後任として、2009年4月から大阪地検特捜部副部長に就任し、特捜部長の大坪弘道のもとで、障害者団体向け割引郵便制度悪用事件などを手掛けた。
2010年には、神戸地方検察庁特別刑事部長に就任。

### 大阪地検特捜部主任検事証拠改ざん事件
大阪地検特捜部当時の部下であった前田恒彦が大阪地検特捜部主任検事証拠改ざん事件において証拠隠滅の罪で、同年9月21日に逮捕された。また、同年9月23日から、最高検察庁総務部長・伊丹俊彦による取調べを受けた。同年10月1日午後8時半に大阪高等検察庁総務部付に異動となり、およそ1時間後の同日午後9時46分大阪高検庁舎内で逮捕された。被疑罪名は、犯人蔵匿の罪であり、前記事件の捜査において主任検事の前田が故意に証拠の改ざんを行ったことを知りながら、これを隠したとするものであった。
大阪地方裁判所の勾留決定を受け、大阪拘置所に勾留された。また、自宅や神戸地検の特別刑事部長室の捜索が行われた。
逮捕後の取調べにおいて、佐賀は被疑事実を否認した。佐賀の弁護団は、専修大学の先輩である伊藤裕志弁護士（大阪弁護士会）が団長を務め、同年10月11日には東京、名古屋、大阪などから集まった36人の弁護士が大阪市内のホテルで決起集会を行い「佐賀元明を支援する会」が発足した。佐賀は勾留延長決定を不服として準抗告したが、同年10月13日に大阪地裁が準抗告を棄却した。同年10月21日付に大阪地裁に起訴され、その後同日付で柳田稔法務大臣から懲戒免職の処分が発令された。
2012年3月30日、大阪地裁は、佐賀に懲役1年6月、執行猶予3年の有罪判決を言い渡した。佐賀はこの判決を不服として、同日、大阪高等裁判所に控訴した。しかし大阪高裁は、2013年9月25日、佐賀の控訴を棄却する判決を言い渡した。

## 人物
「瞬間湯沸かし器」と呼ばれた大坪とは対照的に、温厚な性格で知られ、司法修習では、面倒見のいい教官として司法修習生達から慕われた。その一方で、最初にストーリーを描くと無理で強引な調べを強行することで知られ、傲慢不遜な人柄から「策士」と呼ばれていた、との報道もある。

## 著作
- 『暴力・麻薬係検事は今--高松地検における暴力・麻薬係検事の指名を受けて』研修. (通号 576) [1996.06]

## 関連書籍
- 朝日新聞取材班「証拠改竄 特捜検事の犯罪」 (朝日文庫) [2013.8]
- 村木厚子「私は負けない「郵便不正事件」はこうして作られた」（中央公論新社 ）[2013.10]
- 弘中惇一郎「無罪請負人刑事弁護とは何か?」 (角川oneテーマ21) [2014.4]